# Ureotélico
Los ureotélicos son aquellos animales que excretan urea como principal catabolito nitrogenado, es decir, que excretan el exceso de nitrógeno en forma de urea. Son ureotélicos los peces elasmobranquios, los anfibios, los reptiles quelonios y todos los mamíferos (con excepción del dálmata, el cual es uricotélico).
Este término fue acuñado en 1916 por el bioquímico italiano Antonio Clementi.